# 日本介護学会
日本介護学会（にほんかいごがっかい）は、日本における介護に関する諸事情を研究する学術機関。
2004年に社団法人日本介護福祉士会の傘下に設置された学術団体。事務局は日本介護福祉士会内に置かれている。
尚、類似学会として、日本介護福祉学会などがある。

## 概要
- 介護に関する諸事情の調査・研究。
- 介護福祉士などの専門職スキルアップ、情報交換などを。
- 学会員数：

## 総会
- 年1回

## 学会誌
- 年2回発行　「介護福祉士」（希望者のみの購入）

## 専門認定
- なし

## 入会
- 日本介護福祉士会会員は自動的に本会の入会となる。
- 日本介護福祉士会非会員は、本会正会員2名の推薦により入会できる。
- 一般会員　　10,000円 （年会費なし）

## 関連事項
- 介護
- 福祉
- 医学／歯学／保健学
- 介護福祉士／社会福祉士
- 医師／歯科医師／看護師／歯科衛生士／臨床検査技師
- 日本介護福祉士会
- 学会の一覧／研究会
- 老人福祉施設